# Paul Klinger
Paul Klinger, född 14 juni 1907 i Essen, Kejsardömet Tyskland, död 14 november 1971 i München, Västtyskland, var en tysk skådespelare. Klinger blev särskilt populär i 1950-talets tyska filmer där han gjorde roller som trevliga fadersgestalter. Han hade dock filmdebuterat redan 1933.

## Filmografi, urval
- 1937 – Fridericus
- 1942 – Den gyllene staden
- 1943 – Näckrosen
- 1947 – Jag gifte mig med en judinna
- 1950 – Mathilde Möhring
- 1953 – Pricken ordnar allt
- 1955 – Barn 312
- 1954 – Det flygande klassrummet
- 1963 – Jack und Jenny